# Kehkashan Basu
Kehkashan Basu (àrab: كيخاشان باسو)  (Emirats Àrabs Units, 5 de juny de 2000) és una activista pels drets humans i mediambientals dels Emirats Àrabs Units. És ambaixadora de la joventut per al Consell per al futur de l'món, assessora honorària del Comitè d'ONG sobre Desenvolupament Sostenible, membre de KidsRights Youngsters i guanyadora del Premi Internacional de la Pau Infantil 2016.

## Biografia
Va néixer el 5 de juny. Viu a Dubai.
Fundadora i presidenta de Green Hope, una fundació que es preocupa per la sostenibilitat i que educa i empodera als nens i joves a nivell mundial, involucrant-los en el procés dels Objectius de Desenvolupament Sostenible (ODS) a través de projectes comunitaris centrats en la justícia climàtica, detenció de la degradació de la terra, promoció d'un consum responsable i sostenible i energies renovables i la conservació de la biodiversitat, així com la igualtat de gènere i la justícia social. Actualment amb més de 1000 membres en total, al Canadà, Surinam, Orient Mitjà, Índia i Nepal, treballa realitzant tallers i conferències al voltant de la implementació dels ODS.
En 2018 va publicar el llibre de conte L'arbre de l'esperança, en col·laboració amb la il·lustradora Karen Webb-Meek.